# Alfred Sébire
Albert Alfred Sébire, né le 21 janvier 1863 à Sainte-Honorine-la-Chardonne dans l'Orne et mort le 1er octobre 1936 à Bruxelles, est un prêtre missionnaire spiritain français qui œuvra principalement au Sénégal, puis en Belgique.

## Biographie

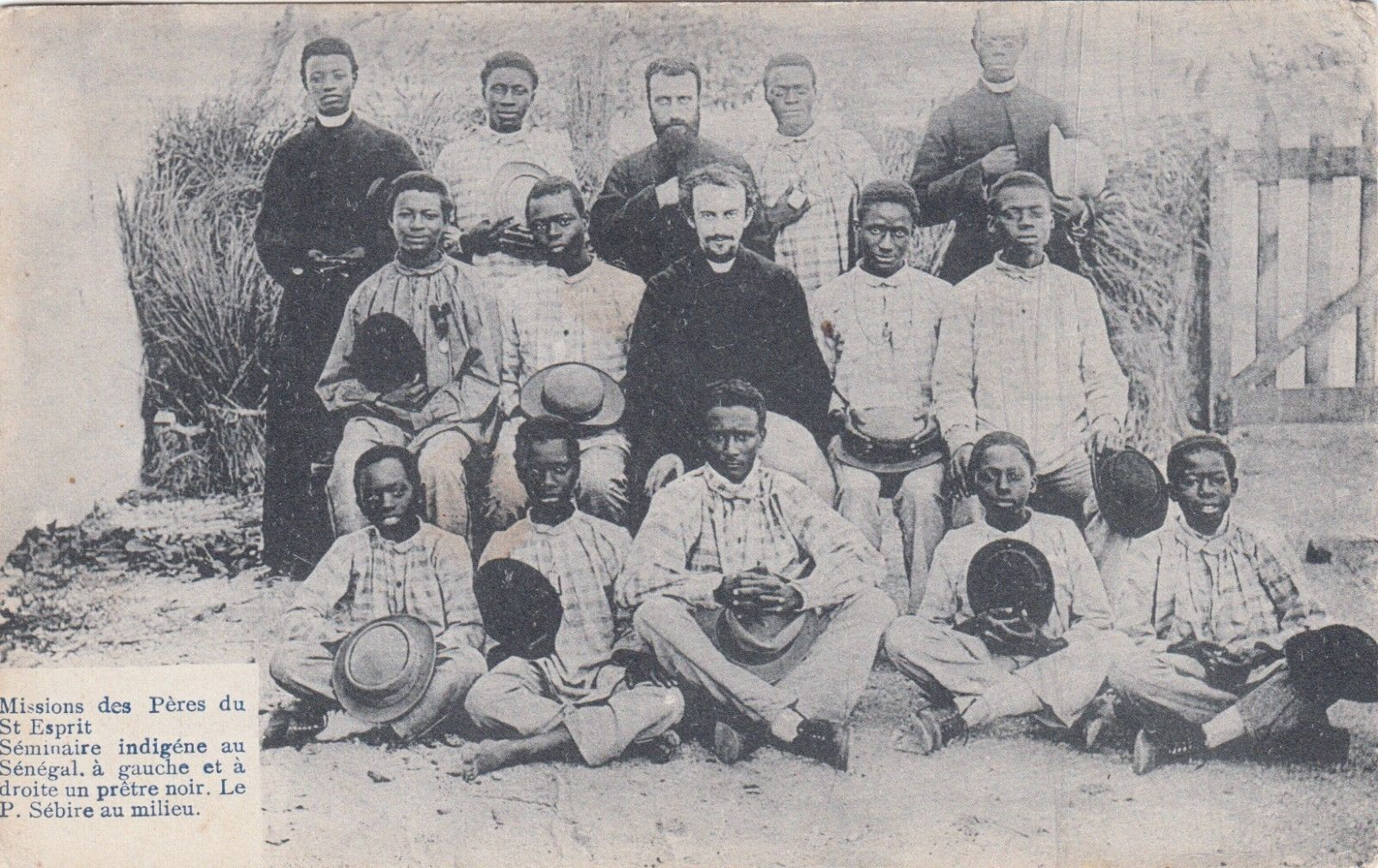
Le père Sébire et les élèves de son séminaire du Sénégal.

Alfred Sébire passe souvent ses vacances à Lisieux chez une tante où il aperçoit la petite Thérèse dans son jardin des Buissonnets avec ses sœurs et son père. La mère d'Alfred Sébire, née Rose Dufay, est parente d'un spiritain en mission à l'Île Maurice (le Père Léon Dufay) et de sa sœur, Mère Michaël Dufay, supérieure générale des sœurs missionnaires du Saint-Esprit. Alfred Sébire fait ses études à l'institution Sainte-Marie de Tinchebray, puis entre au grand séminaire de Sées, en vue de la prêtrise. Il passe quelque temps au séminaire des Missions étrangères de Paris, puis est admis à la congrégation du Saint-Esprit où il est ordonné prêtre le 21 octobre 1886, puis envoyé au Sénégal où il demeure onze ans. Il s'occupe d'un séminaire indigène à Thiès et dirige le jardin d'essai de cette mission. Il effectue en plus des travaux de botanique sur les plantes médicinales (il est à ce sujet correspondant du Muséum d'histoire naturelle); il observe les mœurs des musulmans locaux et participe à la lutte contre l'esclavage. Il fait paraître en 1890 une étude dont le titre est Le Mahométisme et l'esclavage au Sénégal. Son évêque, Mgr Barthet, l'envoie en expédition dans des contrées inexplorées et le Père Sébire en publie la relation en 1894 dans la revue Les Missions catholiques. Ces « reportages » sont intitulés « De Thiès à Mbour par le Dioba », « À travers le Ndoute avec une carte »,, et « Dessins, langues, races, mœurs, densité de population ». Il publie aussi un manuel d'agriculture intitulé Les Plantes utiles du Sénégal, plantes indigènes, plantes exotiques, ce qui lui vaut la visite dans sa mission de Thiès du ministre des Colonies, André Lebon. Ce dernier lui décerne la distinction du Mérite agricole et le nomme officier de l'instruction publique.
Le Père Sébire est obligé de rentrer en France métropolitaine en 1897 à cause d'une maladie du foie. Il enseigne le wolof à l'Institut des langues orientales de Paris. Il fait paraître un livre sur les contes et proverbes de la région wolof en 1904. Il ouvre une école de formation des missionnaires spiritains à Weert dans les Pays-Bas en 1904. Dans les années 1900, il travaille à la formation de la province belge de la congrégation du Saint-Esprit dont il devient le provincial et, en 1914-1918, il collabore à la fondation de la province de Hollande. Après l'armistice, il retourne en Belgique pour relever le centre spiritain de recrutement de Lierre, près d'Anvers, et renforcer les bases des deux provinces. Devenu âgé, il continue à quêter et à aider au recrutement pour ces deux provinces après avoir passé la main. 
Il meurt à Bruxelles en 1936.